# Juan Quintana
Juan Ignacio Quintana Silva, noto semplicemente come Juan Quintana (Progreso, 4 gennaio 2000), è un calciatore uruguaiano, centrocampista del River Plate (M).

## Caratteristiche tecniche
È un esterno destro.

## Carriera
Cresciuto nel settore giovanile del River Plate (M), debutta in prima squadra il 17 gennaio 2021 scendendo in campo nell'incontro di Primera División Profesional pareggiato 1-1 contro il Fénix.

## Statistiche
Statistiche aggiornate all'8 febbraio 2021.

### Presenze e reti nei club
| Stagione        | Squadra         | Campionato      | Campionato | Campionato | Coppe nazionali | Coppe nazionali | Coppe nazionali | Coppe continentali | Coppe continentali | Coppe continentali | Altre coppe | Altre coppe | Altre coppe | Totale | Totale | Totale |
| Stagione        | Squadra         | Comp            | Pres       | Reti       | Comp            | Pres            | Reti            | Comp               | Pres               | Reti               | Comp        | Pres        | Reti        | Pres   | Reti   |        |
| --------------- | --------------- | --------------- | ---------- | ---------- | --------------- | --------------- | --------------- | ------------------ | ------------------ | ------------------ | ----------- | ----------- | ----------- | ------ | ------ | ------ |
| 2020            | River Plate (M) | PD              | 4          | 0          |                 | -               | -               | CS                 | 0                  | 0                  |             | -           | -           | 4      | 0      |        |
| Totale carriera | Totale carriera | Totale carriera | 4          | 0          |                 | -               | -               |                    | 0                  | 0                  |             | -           | -           | 4      | 0      |        |